# ФК Мадервел
Фудбалски клуб Мадервел (енгл. Motherwell Football Club) шкотски је фудбалски клуб из Мадервела. Основан је 1886. године.

## Успеси
- Шкотска лига: 1931/32.
- Прва дивизија Шкотске: 1953/54, 1968/69, 1981/82, 1984/85.
- Куп Шкотске: 1951/52, 1990/91.
- Лига куп Шкотске: 1950/51.